# Distrito de Anco (La Mar)
El distrito de Anco es uno de los nueve distritos que conforman la La Mar en el departamento de Ayacucho, bajo la administración del Gobierno Regional de Ayacucho, en el Perú.

## Historia
Fue creado mediante Decreto Ley Nº 6551 del 18 de marzo de 1861.

## Autoridades

### Municipales
- 2019 - 2022[1]
  - Alcalde: Edwin Ramírez Miranda, de Qatun Tarpuy.
  - Regidores:

  1. Alejandro Clemente Rondinel Quinta (Qatun Tarpuy)
  2. Edgar Ruiz De la Cruz (Qatun Tarpuy)
  3. Teodor Tenorio Espinoza (Qatun Tarpuy)
  4. Beatriz Yaranga Sierra (Qatun Tarpuy)
  5. Armando Sánchez Gozme (Movimiento Regional Gana Ayacucho)

Alcaldes anteriores
- 2011 - 2014: Eusebio Laines Gutiérrez.

## Festividades
- Septiembre:
  - Virgen de Rapi.
  - Virgen de la Merced.
  - San Cristóbal de Anco